# Héctor Pascuali
Héctor Pasquali (Buenos Aires, ¿? - ibídem, 21 de diciembre de 1967) fue un popular actor cómico argentino con una amplia trayectoria artística.

## Carrera
Pascuali fue un eximio actor cómico de reparto, que con su humor peculiar supo plasmarlo notablemente en cine, teatro, radio y televisión en pleno siglo XX.
En la pantalla grande secundó a grandes figuras de la comedia como el genial Charles Chaplin,  Osvaldo Miranda, Jorge Porcel, Tincho Zabala, Diana Maggi, Délfor Dicásolo y Guido Gorgatti, entre otros.
En televisión y radio se destacó por integrar uno de los programas más exitosos, La Revista Dislocada, entre 1955 y 1961.

## Filmografía
- 1949: Imitaciones peligrosas
- 1951: ¡Qué tiempos aquellos!
- 1951: El complejo de Felipe
- 1965: Disloque en el presidio[3]

## Televisión
- 1965: Teatro para reír
- 1966: Telecómicos
- 1966: Jajalandia, con Héctor Ferreyra, Raimundo Pastore y Zulma Grey.

## Radio
Participó en El Relámpago, una redacción periodística que se transmitía por Radio El Mundo, con la participación de actores populares como Guido Gorgatti, Tincho Zabala, Mangacha Gutiérrez, Cristina de los Llanos, Juan Carlos de Seta y Juan Laborde, con la colaboración del locutor y animador Jaime Font Saravia.